# Farsta brandstation

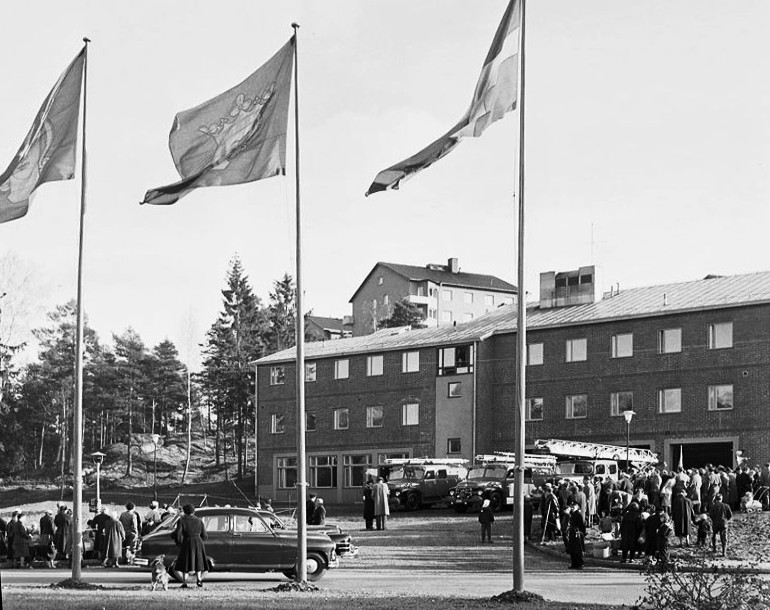
Invigningen av stationen 1956

Farsta brandstation (ursprungligen Enskede brandstation) är en brandstation belägen vid Lingvägen 155 i Hökarängen i södra Stockholm. Stationen invigdes i oktober 1956 och ritades av arkitekt Gunnar Lené.

## Beskrivning
Farsta brandstation som är en av stationerna i Region Syd inom Storstockholms brandförsvar började byggas 1955 efter ritningar av arkitekt Gunnar Lené, som även stod för den numera nedlagda Hägerstens brandstation (i drift 1945-2010). Byggherre var Stockholms stads gatunämnd. Brandstationen invigdes den 18 oktober 1956 av borgarrådet Helge Berglund under namnet Enskede brandstation. Efter att Farsta församling bildats 1957 bytte stationen namn till Farsta brandstation.
Vaktdistriktet sträcker sig mot Nackas och Tyresös kommungränser i öster och söderut mot Huddinge kommun till Huddingevägen. Gränsen följer vägen till Älvkällevägen via Sockenvägen till Enskedevägen fram till gränsen mot Nacka kommun via Nytorps gärde. I området bor ungefär 110 000 personer.
Stationen förfogar över en släck-/räddningsbil, en stegbil, en lastväxlare och en så kallad AI-bil (AI = avancerad indikering). Stationen svarar även för en RITS-styrka, på det officiella språket för sjöräddning engelska Maritime Incident Response Group (MIRG), som kan göra räddningsinsatser och släcka bränder till sjöss med hjälp av förflyttning med helikopter. År 2009 var stationen bemannad med en brandmästare, en brandförman och  fem brandmän.

## Bilder

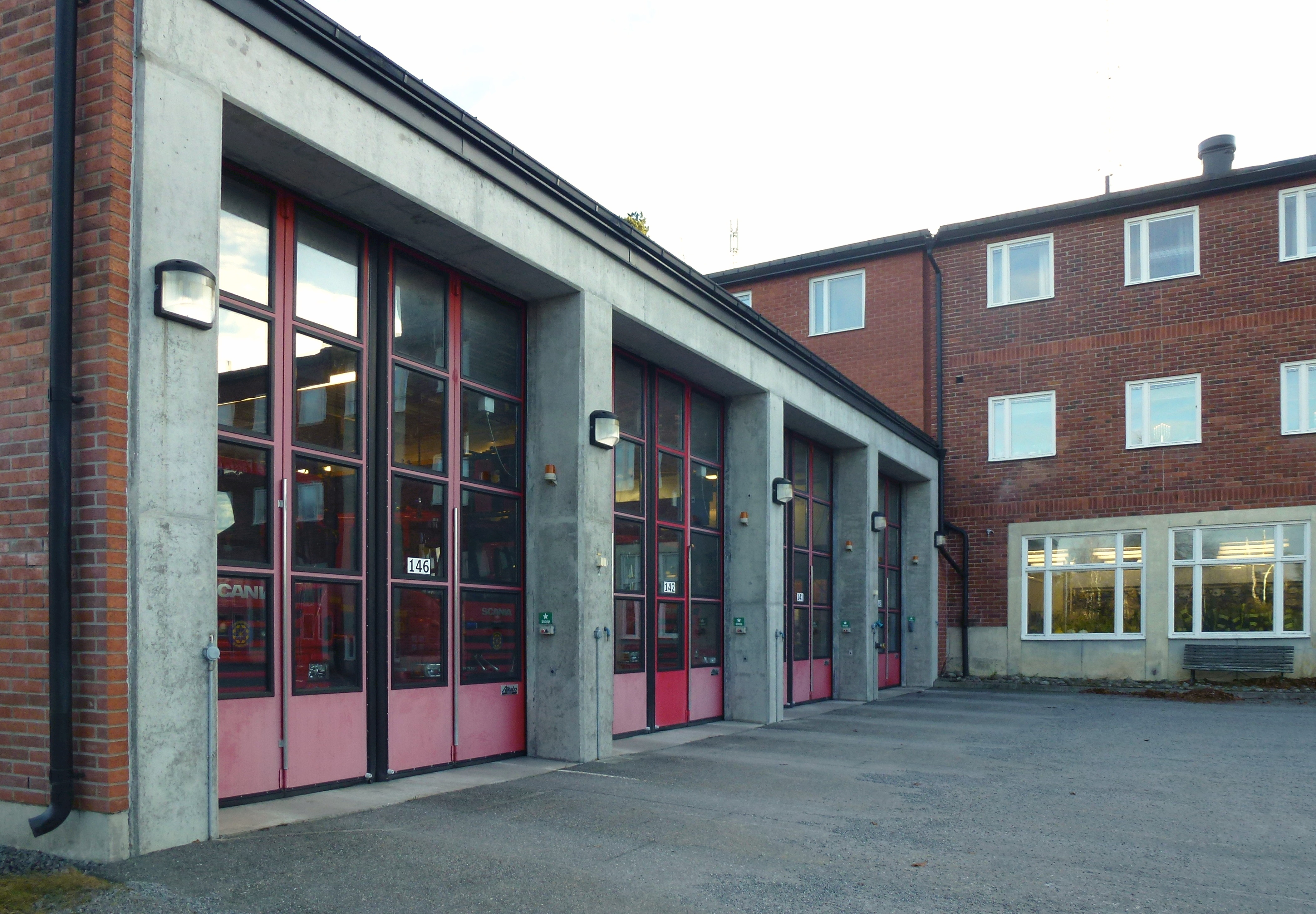
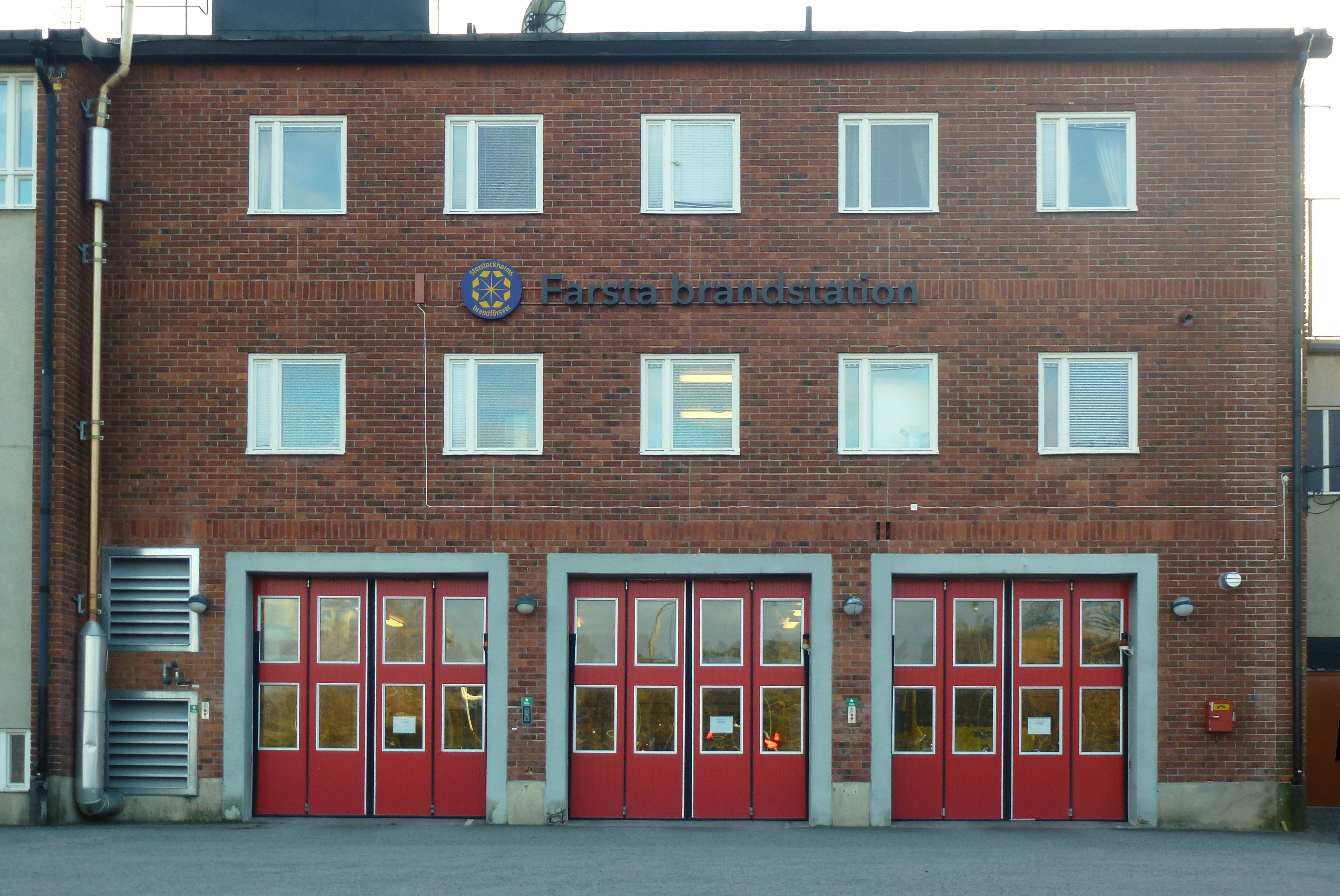
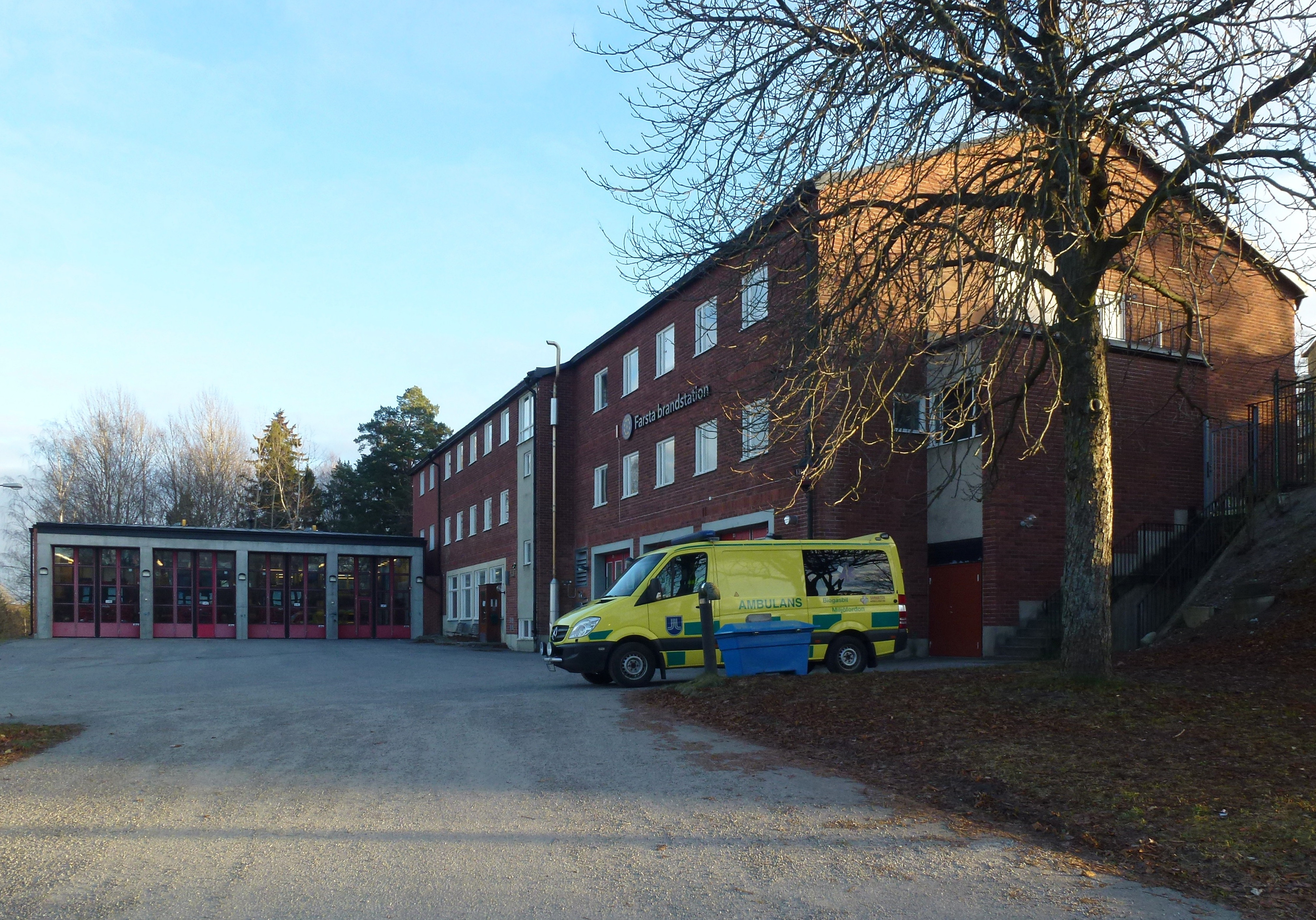
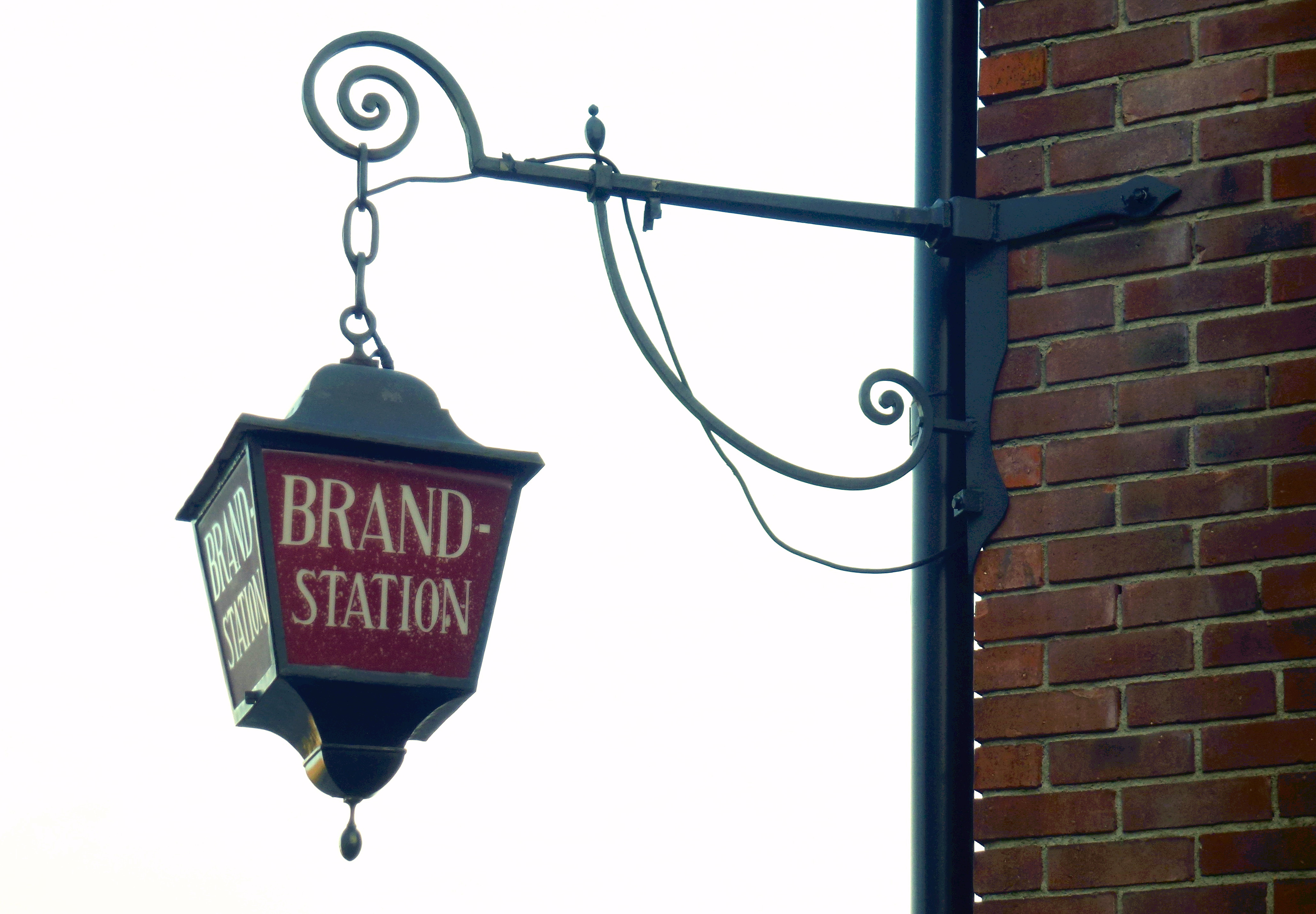